# Sexualité et handicap

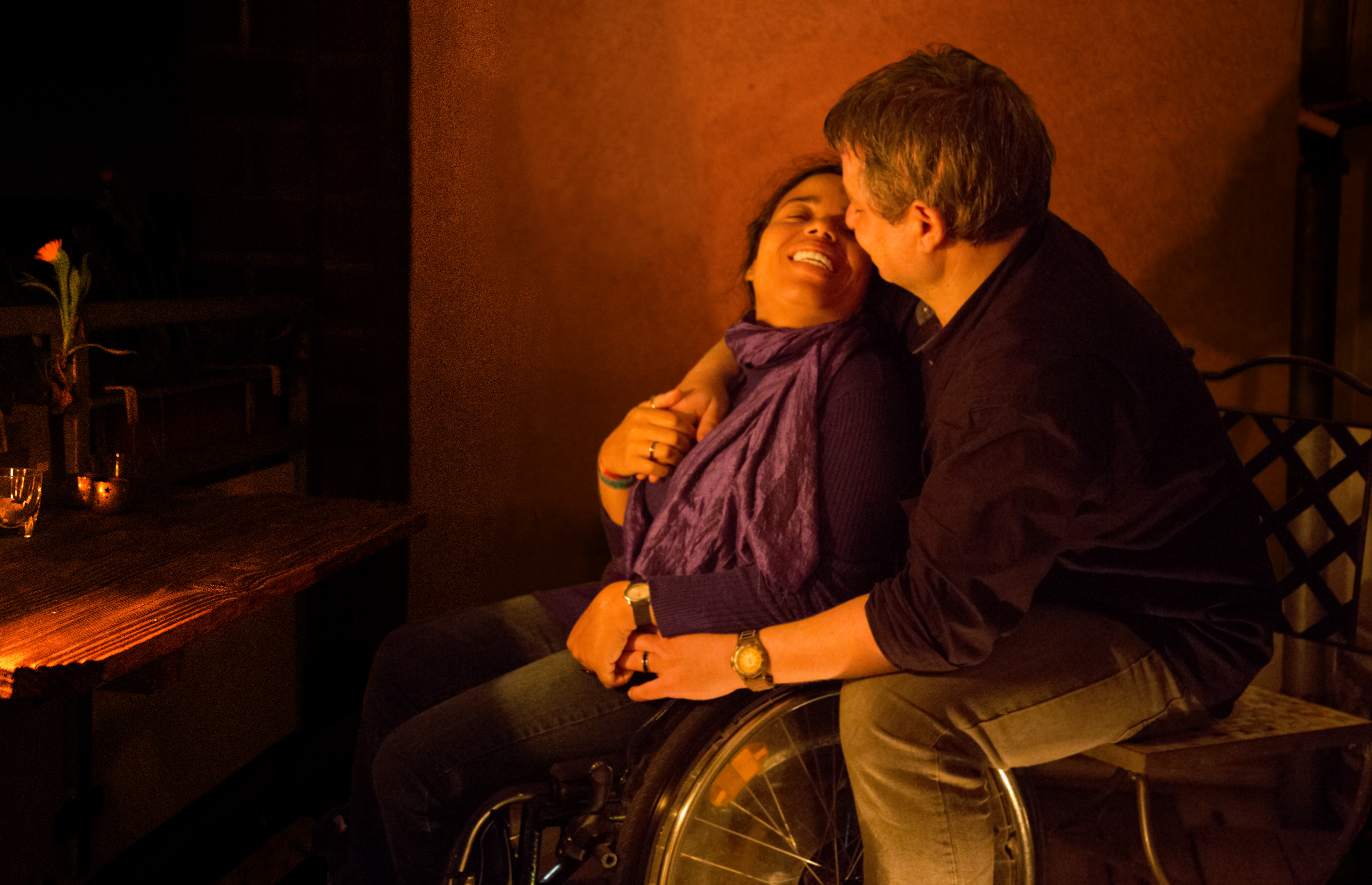
Couple dont l'un des membres est en fauteuil roulant.

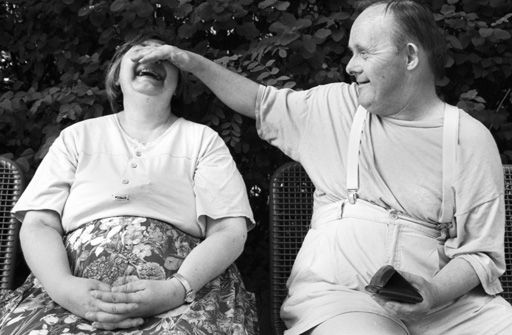
Caresses entre deux personnes trisomiques.

Le handicap peut affecter le fonctionnement des organes sexuels d'une personne (à la suite de lésions de la moelle épinière par exemple) ou l'empêcher de se toucher. La sexualité et le handicap sont souvent appréhendés comme des tabous. Les familles et les institutions ont longtemps attribué aux handicapés une asexualité (« angélisation »), ou une bestialité.
Les personnes handicapées vivant en institution voient souvent leurs droits à l'intimité non respectés. Les personnes handicapées subissent davantage de violences sexuelles que les valides,.
Depuis les années 2000 est discutée dans plusieurs pays d'Europe la possibilité de mettre en place des assistants sexuels pour personnes handicapées. Plusieurs associations françaises militent en ce sens.
Les discours et textes de vulgarisation sur le handicap traitent d'ailleurs rarement de sexualité, et inversement le handicap est rarement abordé par les études statistiques, qualitatives ou quantitatives, sur la sexualité. Les études sur le handicap constituent elles-mêmes un domaine encore jeune. Dans de nombreux pays, le plaisir, le sexe et l'éducation sexuelle ont été largement ignorés.

## Histoire
Il n’existe plus de règle absolue interdisant aux personnes handicapées, même mentales, d’avoir une sexualité. Au début du XXe siècle, les « infirmes » et les « débilités » n’avaient pas le droit d’avoir une sexualité « normale » (c’est-à-dire « procréatrice ») par crainte d’une dégénérescence.
Cependant, ce mouvement d'amélioration de l'accès à la sexualité des personnes handicapées ne signifie pas que tous les obstacles ont été surmontés ; la sexualité des personnes handicapées et ses « conséquences » sont encore très surveillées.
C'est ce qu'ont montré en 1983 Alain Giami, Chantal Humbert et Dominique Laval dans leur célèbre ouvrage, L'Ange et la Bête. Dans cette étude, la sexualité des personnes « handicapées mentales » est comparée soit à un ange asexué, soit à une bête qui ne peut pas contrôler sa sexualité. Les parents d'enfants handicapés ont tendance à considérer leurs enfants comme des anges asexués, tandis que les éducateurs spécialisés les considèrent comme des bêtes incapables de contenir leur sexualité.
Les progrès médicaux (prévention, soins et réanimation) font que les enfants nés handicapés physiques et/ou mentaux, ainsi que les victimes d'accidents sont bien plus nombreux à atteindre la vie adulte.
Le premier congrès français (de quoi ?) se tient en 1980 à Paris. Il réunit médecins, psychologues et sexologues.
La fédération nationale des associations de parents d'enfants atteints de troubles mentaux, UNAPEI, ainsi que les CREAI ont commencé à réfléchir à la question.
Alain Giami a mené une enquête nationale à grande échelle sur le point de vue des parents et des éducateurs sur la sexualité des élèves atteints de déficience intellectuelle, ce qui a permis de qualifier le sujet de « problème ». Il montre comment les personnes présentant une déficience intellectuelle sont perçues : soit comme des anges asexués, soit comme des créatures dont la sexualité échappe à leur contrôle.
La crise du sida des années 1990 a révélé la forte prévalence du VIH chez les personnes présentant une déficience intellectuelle.
En 1997, le Conseil national du sida a publié un document intitulé « Les oubliés de la prévention » qui traitait de la stigmatisation entourant les personnes atteintes de maladie mentale.
Dans un article de 1999, Alain Giami démontre comment la sexualité est structurée dans les milieux institutionnalisés pour décourager la grossesse et, par extension, la mixité.

### Stérilisations
Le 15 mai 1996, Libération a publié les résultats d’une étude menée en Gironde. Un tiers des femmes handicapées mentales en Gironde et deux tiers des femmes en institution étaient stériles. En 1997, les médias ont fait état d’un plan des années 1970 visant à stériliser les personnes handicapées mentales en Suède et dans d'autres pays nordiques. Charlie Hebdo a affirmé en septembre que 15 000 femmes handicapées en France avaient été stérilisées à leur insu.
Légalement, la ligature des trompes était interdite. Nicole Diederich a découvert que de jeunes femmes souffrant de handicaps modestes et qui auraient pu utiliser des moyens de régulation des naissances ont été stérilisées.
Le législateur a comblé la lacune de la loi sur la stérilisation en 2001 en ne l'autorisant que dans des conditions strictes et en imposant au juge de recueillir le libre consentement de la personne chaque fois que cela est possible.

## Sexualité en institution
Vivre dans une institution spécialisée rend plus difficiles les possibilités d'avoir des relations sexuelles. En France, d'après l'enquête Handicap, Incapacité, Dépendance, moins de 25% des personnes handicapées vivant en institution ont une ou plusieurs relations, contre 90 % en la population générale. Dans les institutions spécialisées, les personnes handicapées peuvent manquer d'accès à l'éducation sexuelle.
Ce contexte augmente les risques de mauvaise estime de soi, mais aussi de violences.
Le Sénat a enquêté sur les abus institutionnels en 2002-2003. Les personnes handicapées intellectuelles ont quatre fois plus de risques d'abus sexuels que la population générale. Les hommes handicapés sont quatre fois plus susceptibles d'avoir subi une agression sexuelle que les personnes non handicapées (13,9 % contre 3,7 %), tandis que les femmes handicapées sont deux fois plus susceptibles (26,6 % contre 12,4 %).

## Aspects juridiques
L’article 11 de la loi promulguée le 11 février 2005 pour l’égalité des droits et des chances, la participation et la citoyenneté des personnes handicapées affirme le droit de toute personne handicapée à la compensation des conséquences de son handicap.
Il n’y a pas de droit à la sexualité en France. Cependant s’applique aux personnes handicapées l’ensemble des règles, en particulier le respect à l’intimité dans les établissements, mais aussi les obligations à l’éducation sexuelle.
La récente condamnation d'un hôpital psychiatrique pour avoir voulu interdire les relations sexuelles dans tout l'établissement au nom du respect du droit à la sexualité suppose l'existence d'une liberté individuelle […] dont le respect de la vie sexuelle est une composante.

Les organisations de personnes handicapées ont politisé la sexualité en raison du nouveau concept de « santé sexuelle ». 
"un état de bien-être physique, mental et social eu égard à la sexualité, qui ne consiste pas seulement en une absence de maladie, de dysfonctionnement ou d'infirmité. La santé sexuelle s'entend comme une approche positive et respectueuse de la sexualité et des relations sexuelles, ainsi que comme la possibilité de vivre des expériences sexuelles agréables et sûres, exemptes de coercition, de discrimination et de violence. Pour que la santé sexuelle soit assurée et protégée, les droits sexuels de toutes les personnes doivent être respectés, protégés et appliqués"
La « Convention relative aux droits des personnes handicapées » (CDPH) demande aux États Parties de l'ONU de prendre des mesures appropriées pour assurer aux personnes en situation de handicap le droit de la famille, y compris le mariage et l'adoption, et la protection contre la stérilisation contrainte, mais sans évoquer plus explicitement le droit à une sexualité. En France, aucune des 1157 pages du rapport d'expertise collective de l'INSERM (2016) sur les déficiences intellectuelles n'évoquent la sexualité, bien que le groupe d'experts ait auditionné la Sexo-pédagogue Catherine Agthe-Diserens, de l'Association suisse Sexualité et Handicaps pluriels.
Le projet de recommandations de bonnes pratiques professionnelles (RBPP) évoque clairement l'accompagnement ou la prise en charge pour l'accès à la santé, à l'autonomie, mais mentionner la sexualité. (phrase incompréhensible, qu' a voulu expliquer l' auteur ?)

## Représentations sociales, estimes de soi

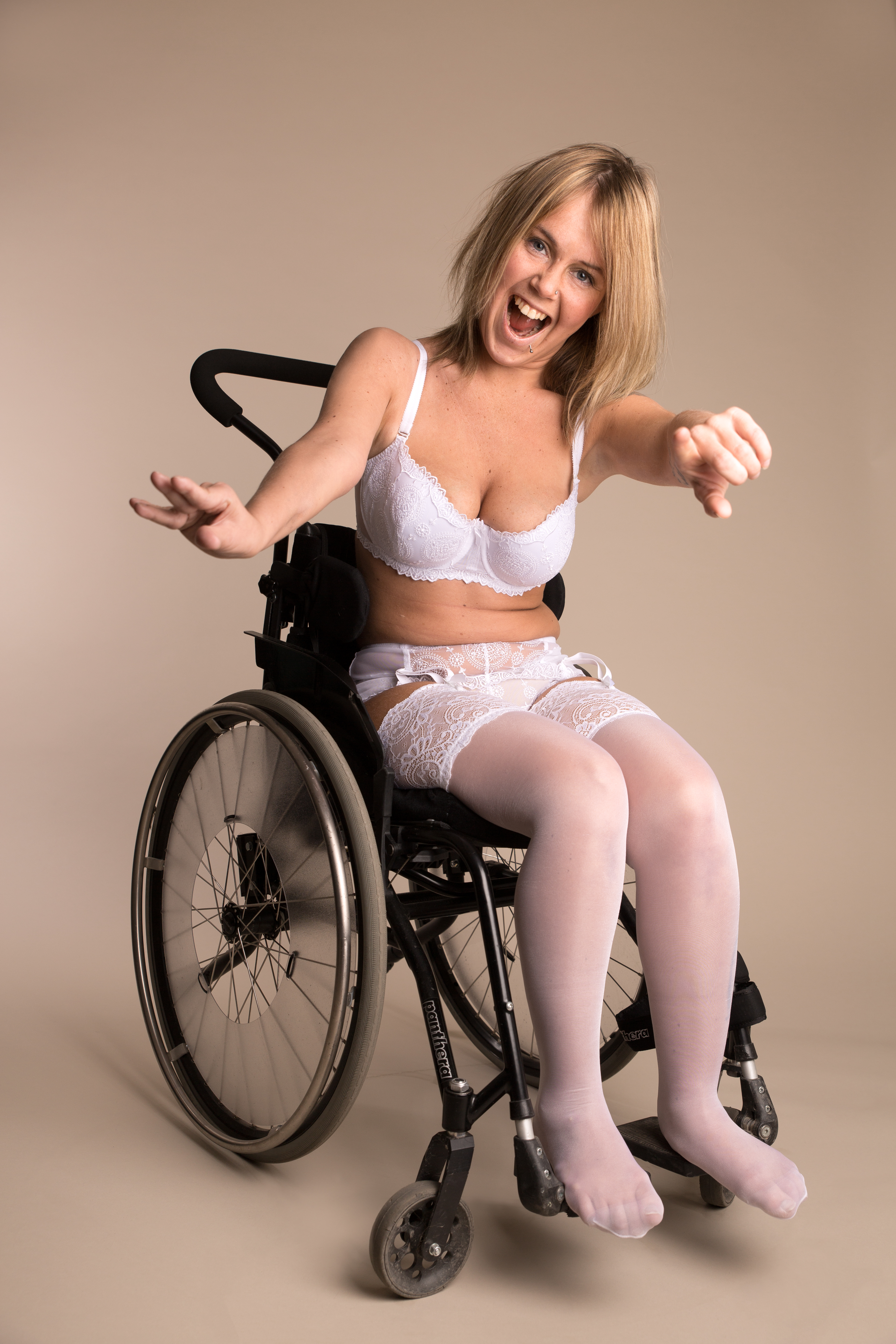
Moha en soutien-gorge balconnet, porte-jarretelles et bas, sur un fauteuil roulant, photographié par Tomas Gunnarsson, photographe féministe suédois, militant de l'identité de genre, auteur de campagnes critiques contre les stéréotypes et idées reçues concernant notamment les femmes, et le handicap dans les médias et la publicité.

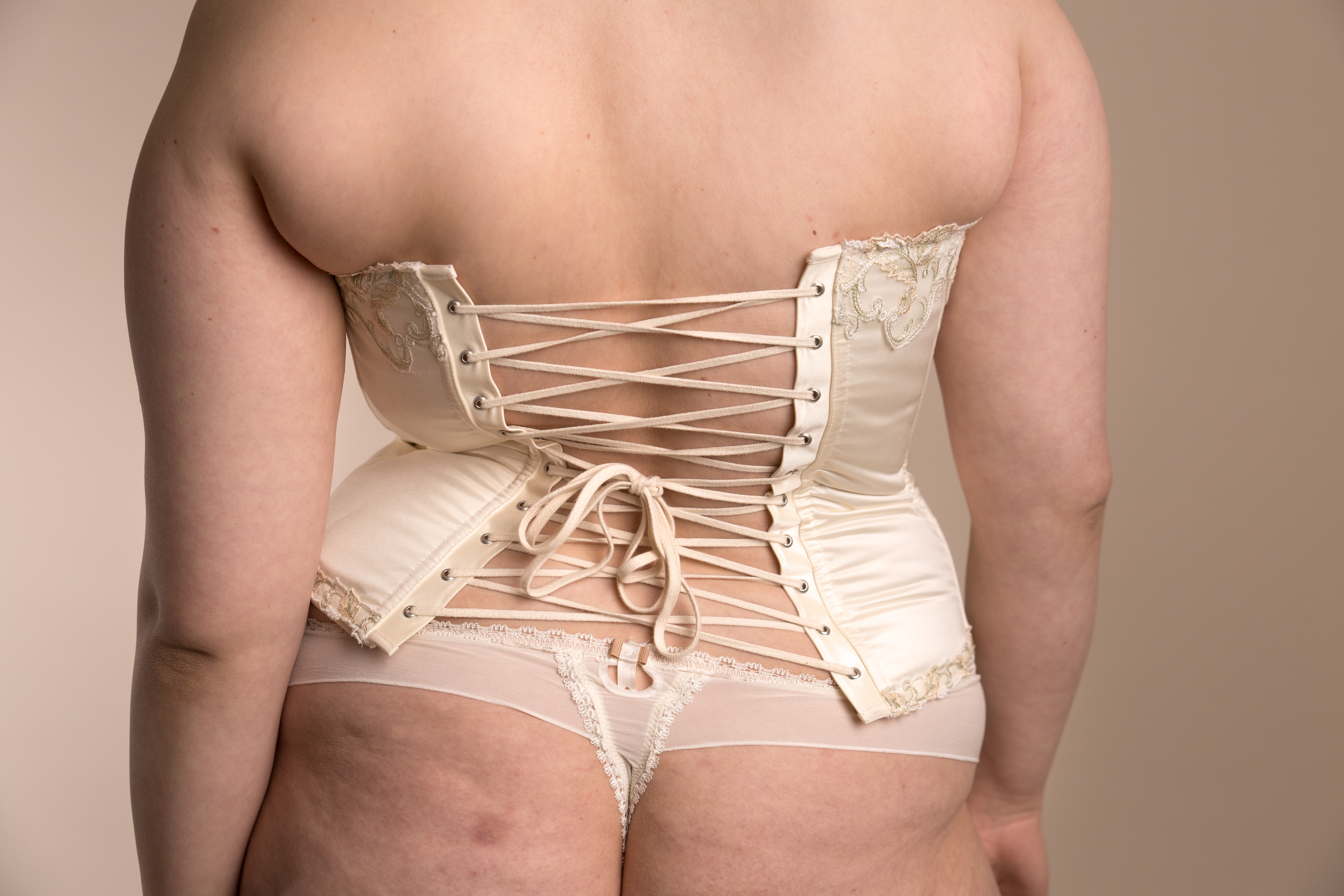
Autre photo de Tomas Gunnarsson, interrogeant les idées reçues sur la séduction et le corps.

L'image de soi peut durablement en souffrir, et entretenir un manque de confiance.
Dans The Ultimate Guide to Sex and Disability, Miriam Kaufman souligne que tenter de cacher un handicap ou de minimiser son existence est un fardeau supplémentaire ; elle encourage ses lecteurs à « se révéler » avec leur handicap, en l'acceptant.
À la croisée des domaines du sexuel et du handicap, on trouve souvent de la gêne voire de la peur, tant chez ceux qui ne connaissent pas le handicapé que chez ce dernier qui peut craindre le rejet, à cause de son apparence. Cette hypersensibilité l'amène souvent à s'auto-limiter aux interactions platoniques avec les autres.
Pour Robert McRuer le « regard évaluatif » porté sur les personnes handicapées fait qu'elles se sentent jugées et mal à l'aise dans leur propre corps.
Néanmoins, tous les handicapés n'ont pas une image négative d'eux-mêmes. Une étude faite par Lena Adamson sur 7 adolescents (3 filles et 4 garçons, de 12 à 17 ans) atteints de paralysie cérébrale, a porté sur leur estime de soi. Selon l'autrice, ils se voyaient en réalité de manière très positive, évaluant même leur image de soi comme plus élevée que celle les groupes « normaux ».
Une idée reçue est que les personnes handicapées seraient un peu comme des enfants éternels. Une autre croyance est que l'acte sexuel serait trop 'acrobatique' pour certains, ou que tous les paralysés ne sentent plus leur sexe. Ainsi, imagine-t-on qu'une personne très handicapée ne peut pas avoir de sentiments et de relations sexuelles en raison de ses déficiences. Les femmes handicapées sont souvent considérées comme sans désir sexuel et en outre comme physiquement non attirant (parce que la société ne les considère pas comme sexuellement désirables). Elles sont ainsi limitées et contraintes dans leur capacité à aimer et à être aimées.
En France, au début des années 2000, selon Le Monde : seuls « 22 % des handicapés mentaux déclarent « avoir actuellement une relation sexuelle », contre 85 % des Français ».

Stéréotypes et idées reçues liés au handicap
.

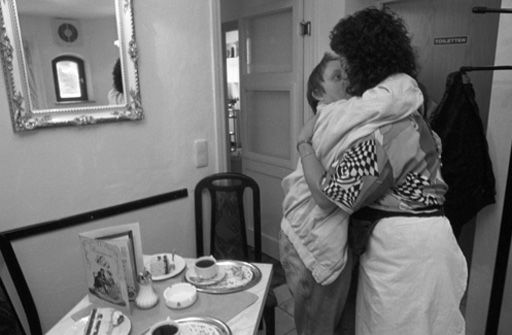
Walter Kistler, 53 ans (porteur du syndrome de Down) ici avec sa petite amie. Son histoire a fait l'objet d'un article dans ZEITmagazin en 1994. Toutes les personnes handicapés n'ont pas la chance de trouver un partenaire pour leur vie sentimentale, et il est faux de penser que la plupart d'entre eux n'ont pas besoin de relations sexuelles et sentimentales pour être heureux

Nombre d'entre eux persistent, et ils ajoutent aux difficultés et à la stigmatisation vécues par les personnes handicapées.
Les mythes suivants  ont notamment été identifiés :
- Les personnes handicapées n'ont pas besoin de relations sexuelles pour être heureuses ;
- elles ne sont pas sexuellement attirantes ;
- elles sont « sursexuées » ;
- elle sont des besoins plus importants que le sexe ;
- elles n'ont pas besoin d'éducation sexuelle ;
- elles ne peuvent pas avoir de vrais rapports sexuels ;
- elles (en cas de déficience intellectuelle notamment), ne devraient pas avoir d'enfants et ne devraient pas être autorisées à en avoir.

Selon une enquête, jusqu'à 50 % des adultes handicapés n'ont aucune relation sexuelle. Des sites de rencontres en ligne spécifiquement destinés aux personnes handicapées ont été créés pour combler ce vide.
Le responsable d'un service de rencontres pour handicapés expliquait en 2010 : « Comme tout le monde, les personnes handicapées ont des préférences différentes. Quelqu'un avec une bonne mobilité peut préférer quelqu'un également mobile ; d'autres ne limitent pas du tout". Dans un Sydney Morning Herald de 2012, la mère d'un homme atteint de paralysie cérébrale a expliqué : "C'est difficile d'être parent et cette [sexualité] revient. Les gens les voient assis dans leur fauteuil roulant et pensent, c'est tout. Ils ne voient pas ce qui se passe dans leur vie et Mark [son] aimerait beaucoup une relation".

## Oppression
L'isolement et la ségrégation des personnes handicapées dans la société a une longue histoire ; souvent placées en institution contre leur gré car jugées « physiquement faibles » ou « faibles d'esprit », elles sont souvent subi une stérilisation forcée par vasectomie, la salpingectomie ou autres. En 1927, l'affaire de la Cour suprême des États-Unis Buck c. a déclaré qu'il était permis de stériliser certaines personnes handicapées contre leur volonté. Elle a aussi déclaré dans la décision que cela ne violait pas le quatorzième amendement à la Constitution des États-Unis. Mais, dans Olmstead c. LC, 527 US 581 (1999), la Cour suprême des États-Unis a statué qu'en vertu de l'Americans with Disabilities Act, les personnes ayant une déficience mentale ont le droit de vivre dans la communauté plutôt que dans des institutions si, selon l'opinion de la Cour, les professionnels du traitement de l'État ont déterminé que le placement dans la communauté est approprié, que la personne concernée ne s'oppose pas au transfert des soins institutionnels vers un cadre moins restrictif et que « le placement peut être raisonnablement accommodé, compte tenu des ressources dont dispose l'État et les besoins des autres personnes handicapées mentales ».
Selon une série d'entretiens menés à Malte sur la vie sexuelle d'hommes et de femmes handicapés mentaux, la plupart des personnes ont déclaré qu'elles se sentaient opprimées par les attentes des familles et des soignants de ne pas s'engager dans une activité ou une relation sexuelle. Elles ont exprimé le désir de pouvoir parler ouvertement de leurs relations et de passer plus de temps loin de leur famille. Et tandis que les sexualités de toutes les personnes sont contrôlées et limitées par des normes sociales, les personnes handicapées se sentent en outre limitées par d'autres facteurs.
Une autre étude au Texas a exploré les croyances des familles et des soignants des personnes ayant une déficience intellectuelle sur leur sexualité : la majorité des familles et des soignants des personnes handicapées mentales pensaient que les personnes handicapées ne devraient pas s'engager dans une activité sexuelle par crainte d'être exploitées.
Une solution à cette oppression serait d'éduquer les familles en se basant sur les recherches disponibles et d'éduquer les personnes handicapées sur leur propre sexualité et leurs options de vie.

## Harcèlement sexuel, abus sexuels, agressions et violence domestique
Face au harcèlement, les personnes handicapées ne sont pas moins vulnérables que les autres y compris pour les agressions et à la violence domestique ; elles sont mêmes bien plus vulnérables aux agressions sexuelles que le grand public, et parfois ciblées en raison des déficiences physiques ou mentales dont elles souffrent.
L' American Journal of Preventive Medicine a publié les résultats d'une enquête qui a révélé que les hommes handicapés sont 4 fois plus susceptibles d'être abusés sexuellement. D'autres études ont montré que pour les femmes handicapées, "quel que soit leur âge, leur race, leur origine ethnique, leur orientation sexuelle ou leur classe [elles] sont agressées, violées et maltraitées à un taux deux fois plus élevé que les femmes non handicapées [... le] le risque d'être agressé physiquement pour un adulte ayant une déficience intellectuelle est de 4 à 10 fois plus élevé que pour les autres adultes ».

On estime que 25 % des filles et des garçons handicapés subiront des abus sexuels avant l'âge de 18 ans ; et seuls  20 % de ces incidents seront signalés. Ces taux sont beaucoup plus élevés que ceux des incidents d'abus sexuels concernant des enfants non handicapés. Il y a 1 chance sur 4 qu'une jeune fille ayant une déficience intellectuelle soit sexuellement agressée avant l'âge de 18 ans. C'est 10 fois plus que la population non handicapée. Selon le « California Committee on Abuse of Person with Disabilities », les statistiques nationales estiment les abus sexuels sur les personnes handicapées en tant que tels :
En combinant les statistiques nationales avec des études spécifiques, les fourchettes d'estimation sont les suivantes : entre 39 % et 83 % des filles ayant une déficience intellectuelle et entre 16 % et 32 % des garçons ayant une déficience intellectuelle seront victimes d'abus sexuels avant l'âge de 18 ans. L'incidence des abus sexuels parmi la population de personnes ayant une déficience intellectuelle a été estimée en 1985 par le Département des services de développement de l'État de Californie à 70%.
La majorité des 'prédateurs' sont documentés comme étant le père ou le beau-père de la victime, surtout pour les femmes ayant une déficience intellectuelle. 10% des filles déficientes intellectuelles seraient ainsi victimes d'inceste. Les femmes sont les plus susceptibles d'être victimes d'abus sexuels :  50 % des femmes handicapées ont subi plusieurs incidents d'abus sexuels et 80 % des hommes handicapés ont subi 1 incident. Les auteurs de l'abus sexuel sont généralement des proches de l'individu (parent, oncle, tante, cousin, ami, gardien voire  frère ou  sœur. Chez les adultes, la prévalence moyenne des abus diminue, mais reste importante : tous types d'abus confondus, à partir de trois études seulement, on a estimé qu'elle était de 6,1 %. Ces abus sont sources de séquelles psychologiques (stress post-traumatique, dépression majeure, perte d'estime de soi, sentiments de colère ou d'intense culpabilité)
Les personnels et les proches sont peu formés pour identifier ces abus sexuels, ce qui aggrave leur nombre. Le handicap peut empêcher l'individu d'exprimer l'expérience rendant la preuve de l'abus difficile. Des adultes formés pour identifier les abus sont plus efficaces pour protéger la personne très handicapée. La plupart des programmes se concentrent sur le "« danger étranger », inefficacement car la plupart des agressions sexuelles proviennent du cercle restreint de l'individu.

### Prévention
Divers programmes de prévention des abus sexuels envers les personnes handicapées existent, dont, par exemple, aux États-Unis.
- à Seattle (États-Unis) : un programme (Seattle Project) forme des personnes ayant une déficience intellectuelle à prévenir les agressions sexuelles[50];

- dans le Minnesota : le « Department of Corrections » a créé un programme de prévention où les enfants et les adultes handicapés sont formés à tous les aspects de la prévention des abus[50].

- en Californie : le Waters Child Abuse Prevention Training Act (WCBTA) vise à donner à tous les enfants une prévention de la maltraitance. Chaque programme s'adapte à l'âge et au niveau d'apprentissage de l'enfant. Dans le comté de Contra Costa, en Californie, la WCBTA se concentre sur les besoins de divers handicaps et la prévention des abus sexuels. Le bureau de l'éducation du comté de Los Angeles, a lancé un programme préscolaire de prévention des abus pour les enfants handicapés. Dans ce cadre, les enseignants sont chargés de former les élèves handicapés aux abus physiques, émotionnels et sexuels[50].

## Sexualité de l'enfant handicapé
À la puberté les parents sont confrontés à la sexualité de leur enfant handicapé. le Comité consultatif national d'éthique (CCNE) observe qu'ils peuvent
osciller entre permissivité et prohibition .

## Militantisme
Depuis la fin du XXe siècle, les personnes handicapées ont progressivement travaillé à l'acceptation sexuelle pour tous, y compris les personnes handicapées vieillisantes.
La communauté LGBT intègre des personnes handicapées physiques et intellectuelles dans ses interventions militantes. Mais même avec ces efforts, le sujet de la sexualité chez les handicapés est très peu discuté dans les études, politiques, stratégies de soins et financements concernant le handicap.

## Activité sexuelle
Certains soins quotidiens impliquent de périodiquement toucher le sexe ou d'autres zones érogènes. Ils sont facteurs de souffrance et de violences pour les personnes handicapées, leurs proches et les professionnels s'ils sont démunis face à ces difficultés.
En l'absence d'éducation sexuelle, l'éjaculation, la lubrification vaginale ou les règles peuvent être intimidants.
Certains médicaments (ex les Bêta-bloquants nécessaires après un AVC) provoquent des troubles de la sexualité. Certains appareillages peuvent aussi constituer des entraves supplémentaires.
Cependant, le handicap n'est pas forcément lié à une perte de la sexualité : la sensibilité au toucher et aux caresses d'une personne atteinte d'une lésion médullaires peut augmenter . Selon les recherches faites par la Fondation Christopher et Dana Reeve, l'orgasme reste possible pour 79% des hommes souffrant de lésions incomplètes de la moelle épinière et même pour 28% des hommes souffrant de lésions complètes.
Des coussins spéciaux, ou d'autres dispositifs de soutien disponibles dans le commerce peuvent être utilisés pour faciliter le positionnement du corps. De nombreux types de jouets sexuels et des pompes de stimulation (permettant  de créer et entretenir l'érection) peuvent aussi être utilisés dont pour fournir une stimulation supplémentaire (notamment quand la mobilité du corps ou de la main est réduite). D'autres dispositifs de soutien comprennent  des « meubles sexuels » où un design spécial favorise l'activité sexuelle, le cas échéant grâce à des rails, sangles, etc,,.

Siddiqui a expliqué dans un article (2013) son processus de ré-apprentissage d'une activité sexuelle après son accident :
J'ai dû effacer toutes les pensées que j'avais sur mon corps imparfait. . . Depuis lors, j'ai commencé à avoir moins honte de mon corps qui ne répond pas... Mon cerveau ne peut plus se concentrer sur autant de choses, alors je dois me concentrer davantage sur chaque petit pincement et le plus léger des contacts. Cela signifie sûrement un meilleur sexe? Je ne peux pas dire que le sexe soit exactement meilleur – je ne peux plus être au top – mais j'apprends que ça n'a pas vraiment d'importance. J'ai dû grandir. Grandir est quelque chose que nous devons tous faire.
Certaines personnes, après une lésion de la moelle épinière arrivent à  "transférer leur orgasme" vers n'importe quelle partie du corps qui a encore des sensations.
Ainsi, Rafe Biggs qui a subi une lésion de la moelle épinière en 2004, grâce à son travail avec un sexologue, a découvert, lors d'un massage, que lorsque son pouce était massé, il ressemblait beaucoup à son pénis.
Kenneth Ray Stubbs, après une lésion de la moelle épinière dit utiliser des techniques tantriques pour obtenir une" sensation orgasmique ".

### Conditions nécessaires
Beaucoup d'handicapés n'ont pas, ou peu, eu accès à l'éducation sexuelle, alors que nombreux sont ceux qui pourraient et qui souhaitent avoir des relations intimes et sexuelles satisfaisantes.
Un handicap physique peut parfois empêcher la masturbation, mais certains déficits intellectuels causent aussi des comportements inappropriés (masturbation en public, masturbation par frottement des organes génitaux sur le sol, le lit, douloureuse, source de blessures et n'aboutissant que rarement à l'orgasme, et en outre la masturbation est parfois « compulsive ». Ce type de situation peut conduire l'équipe éducative et de soins à la nécessité d'enseigner une autre méthode de masturbation, plus sûre et plus efficace,.
L'éducation sexuelle, qui peut notamment être apportée d'une manière adaptée par les psychologues scolaires et des professionnels intervenant en milieu scolaire, ou un sexologue contribue à réduire la frustration sexuelle, mais peut aussi contribuer à réduire le risque d'abus sexuels et d'incompréhensions et de victimisation de la personne de harcèlement sexuel ou d'avoir certains comportements inappropriés. La littérature sur le sujet et sa pédagogie reste cependant limitée.
Shuttleworth (2000) à partir de témoignages recueillis auprès d'hommes atteints de paralysie cérébrale, estime que quatre conditions sont nécessaires  pour faciliter la rencontre sexuelle :
1. s'érotiser : être réceptif aux stimuli érotiques pour développer son estime de soi sexuelle et son intégration sexuelle ;
2. s'habiliter : développer des compétences socio-sexuelles en se rendant apte à séduire, capable d'intéresser, de charmer, d'accomplir un acte sexuel ;
3. s'exposer : être ouvert à la possibilité d'une relation intime et avoir des expériences ;
4. s'ouvrir : se confronter aux stéréotypes de la masculinité (compétition, force, endurance et indépendance…).

### Majorité, majorité sexuelle et handicap
L'éducation vise à bien vivre à tous les âge, et notamment à préparer l'âge adulte ; pour cela elle apporte à chacun un niveau maximum d'autonomie dans la vie et la société, reposant notamment sur la capacité de discernement. Pour une partie des handicapés la majorité sexuelle, qui le passage à l'âge adulte (majorité) (correspondant par exemple à la sortie de l'IME) sont des moments important de la vie. (à ré-écrire par l' auteur, phrase totalement incompréhensible !)
L'activité sexuelle, évolue selon l'âge . L'éducation sexuelle est l'un des moyens nécessaires pour acquérir une plus grande autonomie et sens de la responsabilité pour le parcours de vie à venir Les législations modernes incluent un droit à la vie sociale, et un droit à la santé et donc à la santé sexuelle et à la sexualité. Elles précisent un âge de majorité sexuelle (qui varie selon les époques et les pays). Quand vient l'âge de la majorité sexuelle, les familles, tuteurs, éducateurs sont parfois confrontés à des jeunes incapable de discernement.

## Assistance sexuelle
Depuis les années 1990, notamment aux Pays-Bas (depuis 1993), au Danemark, en Allemagne et en Suisse ont été mis en place des services d'assistance sexuelle aux personnes handicapées, ou d'accès à la prostitution comme réponse possible aux « besoins et des désirs de personnes en situation de handicap dans une perspective de non-discrimination et de rétablissement de l'égalité des chances ».
L'aide sexuelle directe peut prendre plusieurs formes,.

### Travail du sexe et handicap
Premièrement, un recours à la prostitution, par exemple présenté dans le film français Nationale 7 de Jean-Pierre Sinapi (2001). Une enquête menée par le magazine Disability Now en 2005 a révélé que 19% des répondantes voyaient des travailleuses du sexe formées, contre 63% des hommes interrogés.
Tuppy Owens, sexologue et professionnelle du handicap, a expliqué en 2013 que les femmes handicapées « ne font pas confiance aux travailleurs du sexe masculin pour être honorables » ; elles sont bien moins nombreuses que les hommes à s'inscrire sur les plateformes de rencontre, au point que ces dernières ont dû fermer en raison du déséquilibre hommes/femmes.
Dans de nombreux pays (dont en France), les lois réprimant le proxénétisme, la prostitution et l'incitation à la débauche n'ont pas spécifié d'exemption ou de cadre particulier en faveur des handicapés ayant impérativement besoin d'une assistance pour atteindre l'orgasme.
En 2005, sur 1115 répondants à une étude anglaise (dont 79 % avaient une incapacité physique) 11,7 % des hommes ont dit avoir recours à une prostituée, et moins de 1 % des femmes. 37,6 % des hommes et 16,2 % des femmes ont considéré la possibilité d’utiliser la prostitution comme une option pour satisfaire leurs besoins sexuels.
Il n'est pas nouveau que la prostitution soit proposée à des personnes handicapées. Cela peut leur éviter la sexualité, et permettre une socialisation à la sexualité.
Catherine Agthe Diserens, sexo-pédagogue explique qu'il n'y a pas nécessité de partiellement relégaliser la prostitution ni de besoin de financement public, pour offrir « une meilleure expérience aux personnes gravement handicapées ». 
 « L’originalité du concept d’assistance sexuelle […] tient à la nécessité d’adapter les réponses apportées aux besoins sensuels et sexuels des personnes en situation de handicap en prenant en compte leurs multiples spécificités. Davantage qu’un catalogue de prestations définies, il permet de concevoir un accompagnement en phase avec les émotions et les attentes sensorielles et érotiques des bénéficiaires. »

### Les assistants sexuels
Sans se substituer à un partenaire sexuel au sens habituel du terme, cet assistant(e) formé(e), volontaire, peut prodiguer des massages, des caresses, des expériences sexuelles et des jeux érotiques aux personnes handicapées en ayant besoin.
« L'assistant sexuel éventuellement sollicité par opposition à l'équipe soignante, pourrait n'être pas en mesure de répondre à tout besoin ressenti ou exprimé d'acte sexuel et pourrait, de ce fait, contribuer à créer de nouvelles frustrations et de nouvelles souffrances. Il serait cruel de ne pas entendre cette souffrance de la personne handicapée et refuser de considérer ce que le pragmatisme peut amener à proposer. 
Mais on doit clairement mesurer les risques de ces pratiques : on sait que toute rencontre où sont mis en jeu les sentiments, les affects et les désirs peut être dangereuse ».
Davies, en 2000, estimait que cette assistance peut aider la personne handicapée à améliorer son estime de soi, de trouver un mieux-être et une satisfaction sexuelle.Les assistants sexuels sont formés pour « acquérir un savoir-faire pour répondre à des demandes principalement affectives dont une finalité serait d'ordre sexuel ». Plusieurs formations sont proposées, mais le titre n'est pas protégé,.

En Suisse, l'association SEHP a lancé en 2006 un appel à candidature qui a permis de trouver des personnes estimant avoir les compétences potentielles « pour cette délicate relation d’aide ».
.« La sélection comprenait des entretiens approfondis avec les candidats. Ils étaient conduits par une sexo-pédagogue et un homme concerné par le handicap (physique) dans l’objectif de vérifier la congruence entre la représentation de l’assistance sexuelle du candidat d’une part, la conception et l’éthique de la formation de l’autre. Les participants devaient faire preuve de réelle capacité à se remettre en question et être dotés d’une grande sensibilité humaine. Ils étaient sollicités à clarifier rigoureusement leurs motivations ».
Il était notamment attendu des assistantes sélectionnées qu’elles soient, entre autres, « courageuses, tendres et solidaires. « Une large part de la formation prend en compte la gestion des émotions personnelles de ces professionnels face aux particularités parfois complexes de leurs futurs bénéficiaires ».

### Controverses autour de l'assistance sexuelle en France
Marcel Nuss (2008), Fondateur de l’association CHA (Coordination Handicap et Autonomie). Lui-même handicapé physique [totalement paralysé par une maladie évolutive et souffrant d’insuffisance respiratoire, Père de deux enfants et ayant publié de nombreux articles et ouvrages sur le corps, la perte d’autonomie et le handicap), plaide pour le développement d’une assistance sexuelle « pour toutes les situations de dépendance (handicaps physique, sensoriel, mental, physique, etc.), ainsi que pour les personnes âgées »,.
En juin 2011, Roselyne Bachelot (en tant que ministre des Solidarités et de la Cohésion sociale) s'est plusieurs fois dite « rigoureusement, formellement, totalement opposée » au recours à des assistants sexuels pour les personnes handicapées, au motif que, notamment, « l’assistance sexuelle n’est pas un travail ». Elle ne considère pas non plus qu'il s'agisse d'un soin.

Ce que conteste un handicapé dans une réponse publiée par le journal Libération où il explique que selon lui :
« l'action de l'assistant sexuel peut s'apparenter à un soin lorsqu'il s'agit d'apprivoiser ce corps qui nous a parfois manqué, d'apprendre à se connaître à se (re-)trouver soi-même. Cela me semble fondamental et ce d'autant plus que la connaissance de ce que l'on est, de ce corps qui nous porte, détermine beaucoup de choses et nous aide à mieux vivre le handicap chaque jour. Une reconnaissance de ce soin ne pourrait se faire que dans un cadre législatif strict visant à empêcher les dérives que vous évoquez ».
R. Bachelot redoute que des services d'assistance sexuelle ne bénéficient qu'aux hommes ; elle dénonce un esclavagisme sexuel, malgré les réfutations des associations qui montrent qu'en Suisse, il y a autant d'hommes que de femmes assistantes sexuelles.
R. Bachelot a demandé un avis au Comité consultatif national d'éthique (CCNE) sur 3 questions :
1. - quelles prestations la société serait-elle susceptible d'offrir pour atténuer les manques ressentis dans leur vie affective et dans leur vie sexuelle par les personnes handicapées et notamment celles « dont le handicap ne leur permet pas d'avoir une activité sexuelle sans assistance » et qui interrogent sur « la mise en place de services d'accompagnement sexuel » ?
2. - quelle analyse faire alors sur la mise en place éventuelle de ces services par les professionnels du secteur sanitaire et médico-social, qu'en serait-il dans ce cadre du droit à la compensation ?
3. - quel état des lieux et quelles propositions le CCNE pourrait-il faire sur les moyens susceptibles de promouvoir chez les personnels du secteur sanitaire et social les bonnes pratiques relatives à la vie privée, au respect de la liberté et de la dignité des personnes handicapées[9] ?

L’avis du CCNE (avril 2013) distingue plusieurs positions éthiques qui selon lui « permettent de distinguer ce qui relève de la responsabilité de l'État, de celle de la société civile, et ce qui peut être attendu des associations ».
Ses conclusions ont été - « sans réelle surprise », selon Marcel Nuss (2013) - « négatives ; ce qui va entraver l'avancée vers une reconnaissance de l'accompagnement sexuel ». Le 8 février 2013, Pascale Ribes a réinterpellé le président de la République François Hollande, dans une lettre ouverte, pour lui rappeler une promesse faite lors de sa campagne électorale dans le magazine Faire face : « regarder ce qui se passe dans d'autres pays sans préjugés ».

Un risque craint est de « développer une vision fataliste de la misère sexuelle », et « une représentation simplifiée de la vie sexuelle des personnes handicapées ainsi qu'une dépendance envers l'aide sexuelle » ; 
« Les solutions à la misère sexuelle des personnes handicapées ne devraient pas se limiter à soulager un corps sexué et sexualisé, mais également donner à ces personnes des moyens pour faciliter leur relation à l'autre » ; « les interventions sexologiques auprès de cette population doivent donc chercher à développer des projets d'intégration et de participation sociales donnant aux personnes handicapées les connaissances et les compétences nécessaires à faire d'elles des citoyens sexuels actifs et autonomes ».
Dans le cas du handicap mental, ces types d'assistances posent un dilemme éthique supplémentaire, celui du choix au cas par cas d'une assistance ; à partir de quand considère-t-on que les capacités de compréhension et conditions de consentement éclairé de la personne intellectuellement déficience sont réunies ? Quel et le rôle du tuteur ? Quid du lieu de rencontre sexuelle (famille ? institution ? ailleurs ?).
L'accompagnement sexuel, bénévole ou non, aura toujours des limites : comme son nom l'indique, il accompagne pour permettre l'assouvissement de pulsions sexuelles, mais sans apporter tout l'épanouissement affectif et relationnel que permet une relation amoureuse.
Un enjeu est d'éviter de créer une dépendance à un service sexuel excluant le processus de séduction, le temps, une vie sentimentale riche, au détriment d'une plus grande autonomie, et au risque d'un autre enfermement.
L'aide sexuelle directe ne répondra généralement qu'à une partie des attentes de sexualisation de la personne handicapée rappelle André Dupras : elle vise à « soulager plutôt qu'à remonter à la source de la misère sexuelle » rappelle en outre Marcel Nuss (2008), « car, en l'occurrence, il s'agit de soulager des personnes de leurs tensions physiques, psychiques et libidinales, provoquées par les refoulements, les frustrations, voire la maltraitance passive ».
Le CCNE dans son avis du 27 septembre 2012 insiste sur l’importance de distinguer les fonctions d’aide sexuelle de la fonction d’accompagnement : l« 'assistance sexuelle tend à devenir une spécialisation voire une partie intégrante du rôle de certains soignants dûment formés à cet effet. La prestation de l'assistant sexuel est variable : elle peut aller de l'assistance érotique et des caresses à la relation sexuelle. Dans certains pays, les aidants sexuels ont été pendant un temps assimilés à des prostitués ».
L'accompagnement sexuel doit respecter certains principes et critères (en particulier, ne pas être pratiqué par la famille ou les soignants chargés des soins quotidiens et notamment de la toilette, afin de ne pas altérer la qualité de la relation soignante/soignée en y introduisant une ambigüité gênante pour l'un des partenaires ou les deux.
Un débat existe entre les promoteurs d'un « bénévolat sexuel » et ceux qui prônent une aide sexuelle professionnelle rémunérée, mais faite par des personnes spécialement formées, qui serait un moyen de la faire sortir de l'ambiguïté du compassionnel.
Pour les grands handicapés, à propos de leur intimité et de celle du lieu de rencontre : Marcel Nuss, lui-même paralysé, expliquait clairement en 2008 qu'« il n’y en a pas. On ne peut pas avoir d’intimité quand on dépend de quelqu’un jour et nuit. Le seul endroit vraiment intime d’une personne qui dépend d’autrui, c’est ses pensées. Après, pour ce qui est du physique, en fait la façon dont on vivra le manque d’intimité physique dépendra du comportement des personnes qui vous accompagnent au quotidien, de leurs manières de vous laver, de vous habiller, de vous respecter, de vous nourrir, d’être avec vous ».
Pour le Comité consultatif national d'éthique français (2013), il semble difficile de considérer l'aide sexuelle comme un métier ou une activité suivie, ce qui amène des « doutes légitimes sur la notion de « spécialisation » durable des aidants sexuels (…) Il semble par ailleurs discutable de considérer l'aide sexuelle comme un soin », même s'il soulage des souffrances.

### Assistance sexuelle en institution
Les institutions et les parents ou tuteurs tolèrent parfois des arrangements discrets menant à une sexualité à demi-clandestine et parfois à des aides pour les personnes handicapées ne pouvant pas de manière autonome entrer en contact avec un partenaire ou de se procurer elle-même du plaisir .
Au début des années 2000, les foyers de l'Association des paralysés de France fournissent volontiers une « aide technique » aux handicapés.

### Assistance sexuelle à l'étranger
L'assistance sexuelle est abordée dans les publications et les outils du « Centre Handicap et Santé » de l'« Association de Recherche et d'Action en faveur des Personnes handicapées » (aidé par la Fédération Wallonie-Bruxelles et le Service public de Wallonie), qui a fait l'objet de diverses expérimentations de par le monde.
Une équipe italo-canadienne travaille à une « boîte à outils » d'éléments nécessaires lors de rencontres avec des personnes handicapées. À la suite d'un atelier puis d'une session de co-conception conduite avec six futurs assistants sexuels étudiant à l'Institut italien de sexologie (Rome), ils ont conçu un concept de canapé/matelas dont les divisions internes gonflables indépendamment les unes des autres, permettent de multiples configurations et positions de la personne handicapée.

Début 2013, Chris Fulton, un militant britannique atteint de paralysie cérébrale et de dystrophie musculaire, a appelé le gouvernement britannique à fournir également un soutien financier aux services sexuels pour les personnes handicapées. Fulton a expliqué :
L'idée est de donner plus de choix aux personnes handicapées. Il y a encore beaucoup de stigmatisation attachée [aux personnes handicapées ayant des relations] à cause des recherches que j'ai faites et des expériences que j'ai vécues. Je pense qu'il serait bon d'amener le système néerlandais ici pour éliminer cette stigmatisation des personnes handicapées ayant des relations sexuelles. Mais il ne s'agit pas que de cela. Il s'agit d'accepter les personnes handicapées lorsqu'elles ont des relations… ceci doit être fait au grand jour de manière contrôlée et constructive.
Début 2013, l'ancienne propriétaire de maison close Becky Adams a parlé aux médias de son intention d'ouvrir un bordel à but non lucratif exclusivement pour les personnes handicapées au Royaume-Uni, qui, s'il est lancé en 2014, sera la première initiative légale de cette nature au pays. Adams a déclaré vouloir investir 60 000 £ dans ce lieu après avoir subi un accident vasculaire cérébral (AVC) en 2009 — Adams a expliqué qu'après l'AVC, ses « yeux se sont soudainement ouverts. J'ignorais totalement qu'un si grand groupe souffrait autant. »
Si le projet est approuvé pour un permis, Adams prévoit d'ouvrir un service de deux pièces à Milton Keynes, près de Londres, accueillant des travailleurs du sexe et des assistants sexuels,.
Adams (en 2012), a aussi fondé le service Para-Doxies (le mot « doxy » renvoie en vieil anglais à la prostitution). Ce service met en relation des personnes handicapées du Royaume-Uni avec des travailleuses du sexe ; à l'époque, il dirigeait ce service sur une base volontaire et sans but lucratif. En avril 2013, le service recevait plus de 500 demandes par semaine d'hommes, de femmes et de couples, ayant du mal à faire face à la demande.
Un documentaire australien de 2011 réalisé par Catherine Scott, Scarlet Road explore un autre aspect de la sexualité et du handicap à travers la vie d'une travailleuse du sexe spécialisée depuis 18 ans auprès d'une clientèle en situation de handicap. En 2012, le sujet a été repris dans un film de fiction basé sur l'expérience réelle de l'écrivain Mark O'Brien. The Sessions dépeint la relation entre O'Brien, qui a survécu à la polio dans son enfance, et un « substitut sexuel » avec qui il perd sa virginité. Un membre de la British Polio Fellowship déclare que le syndrome post-polio, qui affecte les survivants de la polio plus tard dans la vie, reste une maladie méconnue qui aurait pu être plus explorée dans le film,.
En février 2013, il a été signalé que les citoyens handicapés aux Pays-Bas étaient éligibles à un programme financé par le gouvernement qui fournissait des fonds pour couvrir jusqu'à 12 occasions de services sexuels par an ; Les prestations de services sexuelles aux handicapés sont parfois remboursées par les « assurances sociales » des collectivités locales.

### Partenaire de remplacement ("surrogate partner")
Dès 1970, Masters et Johnson (considérés comme les pionniers de la thérapie sexuelle), inventent les « Surrogate partner » comme moyens de traiter certaines dysfonctions sexuelles masculines.
Selon une revue de la littérature publiée en 2014 par TalliRosenbaum et al., cette pratique « controversée et souvent mal comprise (…) peut être une intervention efficace qui peut améliorer la pratique de la médecine sexuelle. Cependant, la méthode du 'partenaire suppléant' doit être offerte conformément aux normes juridiques, professionnelles et éthiques. ».
Ce qui différencie la personne suppléante de l'assistant sexuel décrite ci-dessus est que la personne suppléante fait partie d'une équipe de thérapie sexuelle, l'habilitant à s'engager dans des relations physiques, intimes, et sexuelles avec le patient, dans un but thérapeutique (résoudre une dysfonction érectile par exemple). 
Alors que l'assistant(e) sexuel cherche à donner du plaisir et à « faire jouir », la partenaire suppléante se substitue, temporairement, à un partenaire qui n'existe pas et participe à un traitement visant à « apprendre à jouir .
En outre, l'assistant(e) sexuel ne jouit pas nécessairement, alors que la partenaire suppléante, telle que la voient Masters et Johnson, joue un rôle « d'épouse et accompagne tous les mouvements de détente physique et psychique de l'homme ».
Dans ce modèle de travail, la suppléance est très encadrée et la compétence des partenaires suppléants est vérifiée par l'équipe des soignants, alors que l'assistante semble moins outillée pour aider le client atteint d'une dysfonction sexuelle. Des troubles sexuels, séquelle d'un traumatisme craniocérébral, ont ainsi pu être traités.

### Le Bénévolat sexuel
Un bénévolat sexuel est une solution alternative localement expérimentée. Le bénévole peut établir un lien de qualité, une relation personnelle, sur le temps long, dégagé de tout rapport commercial. Ici, précise selon André Dupras, « le lien est toujours voulu pour lui-même ; il ne s'agit pas d'une relation instrumentale. En établissant un lien significatif et de qualité, le bénévole brise l'isolement de l'individu. Une finalité du bénévolat sexuel serait d'apprendre à développer un lien sexuel plutôt que de réussir une performance sexuelle, d'être soulagé de tensions sexuelles ». Le « recrutement des bénévoles » pose cependant des questions éthiques et organisationnelles complexes.

## Fétichisme, dévotion, BDSM
La sexualité des personnes handicapées semble souvent liée à des fantasmes particuliers (fétichisme, dévotion au handicapé…).
- L'abasiophilie désigne les cas où l'excitation sexuelle d'un individu dépend d'un partenaire sexuel handicapé ; selon Nancy Butcher, l'obsession la plus courante serait l'acrotomophilie, qui consiste à sexuellement désirer un partenaire handicapé amputé portant des orthèses pour les jambes[107] ;

- L'apotemnophilie est une amputation autoréclamée[108]. L'apotemnophilie se produit quand l' individu (alors parfois désigné comme wannabe dans le monde anglophone)[109] éprouve le besoin de devenir handicapé en amputant l'un de ses  membres ou en se faisant amputer, pour le plaisir sexuel[110]. Selon une étude de cas publiée dans le Journal of Sex Research, « l'apotemnophillie est liée à l'érotisation du moignon et à la surperformance malgré un handicap ».

- Le fétichisme de dévotion au handicap (ou acrotomophilie, quand il s'agit pour une personne du besoin d'avoir un partenaire amputé)[111] est une forme d'intérêt et d'attirance forte voire, éventuellement sexuelle et exclusive, vers des personnes handicapées[32],[112],[113]. selon l'écrivain sur le sexe et le handicap, Robert McRuer, le dévotisme a renouvelé la confiance en soi au sein d'un groupe de femmes handicapées. 
Il écrit « Les femmes qui ressentaient antérieurement une profonde honte à propos de leur corps ont rapporté des gains significatifs dans leur confiance en elle après avoir découvert des « dévots » »[32]; Cette autonomisation a entraîné des changements positifs dans leur comportement, et selon Robert McRuer, grâce à cela, certaines ont plus confiance en leur image d'elles-mêmes et ne cachent plus leurs handicaps comme elles le faisaient auparavant[32].
L'auteur soutient que cette dévotion repose à la fois sur le dégoût et le désir et il est typique pour un dévot de se considérer comme la seule personne sexuellement attirée par les amputés. Cette croyance établit une base pour l'exceptionnalisme des dévots[32]. Un projet de recherche sur ce thème a fait suite à une thèse de premier cycle au département d'anglais de l'Université de Californie à Berkeley[114]. Il inclut le projet Staring Back at the Devotee Community basé sur des témoignages écrits faits par des personnes handicapées et des «dévots» auto-identifiés[114]. Ce projet étudie la nature de l'attirance sexuelle pour les personnes handicapées, et les réponses à cette attirance, pour notamment savoir si l'attraction des dévots pour le handicap relève de l'exploitation ou l'autonomisation des personnes handicapées[114], mai cette dévotion est mieux connue depuis les années 1970. une  société vendant 1976, des photographies aux passionnés avaient environ 300 clients en 1976, mais depuis l'Internet la communauté en ligne est passée à environ 10 000 membres (en 2006), surtout établi en « Amérique du Nord… Europe de l'Ouest… suivie de l'ancienne URSS, l'est de la Chine, le Japon… et l'Australie». Selon Aguilera « 70 % [d'entre eux] déclarent avoir eu la première prise de conscience de cette attraction avant l'âge de 15 ans »[109].

La culture BDSM concerne aussi le domaine du sexe et du handicap. Il a été décrit qu'elle peut parfois autonomiser les personnes handicapées en raison de leur acceptation de contextes non normatifs. Elle pourrait aider des personnes souffrant de douleur chronique à contrôler leur douleur (ex :  Bob Flanagan a utilisé le BDSM pour l'aider à supporter sa mucoviscidose. Sa capacité à contrôler sa propre douleur l'excitait et il était connu pour se pousser aussi loin qu'il le pouvait. "Je me moquais de quelque chose de grave qui m'était arrivé", a déclaré Flanagan. Artiste, écrivain, et acteur, il a  créé une exposition muséale itinérante intitulée "Heures de visite"  montrant l'intersectionnalité de sa fibrose kystique, du sadisme et du masochisme. on l'exposition "Heures de visite" présentant un environnement combinant un hôpital résidentiel pour enfants et une chambre de torture BDSM, avec l'objectif de dépeindre sa douleur via une lentille agréable montrant que le BDSM pouvait offrir une guérison sexuelle.
Certains handicapés (femmes et filles notamment) sont une cible commune de fétichistes, en raison de leur immobilité. Ceci les rend particulièrement vulnérables aux abus sexuels.

### LGBT et handicap
Les personnes Lesbiennes, gays, bisexuels et transgenres (LGBT) handicapées sont généralement  doublement marginalisés ; elles sont souvent considérés comme a-sexuelles ou au contraire hypersexuelles. En raison de ces idées fausses, il est rare de trouver des personnes homosexuelles handicapées réussissant à mener une vie sexuelle saine et correspondant à leurs souhaits.
Ces dernières décennies, des chercheurs ont travaillé pour inclure des études sur le handicap dans la théorie queer, ce qui pourrait normaliser le handicap dans les espaces queer et LGBT. La libération queer des handicapés LGBT nécessite le rejet des idées historiques sur la sexualité et le handicap.
Il est également très rare qu'une personne queer handicapée soit représentée dans les médias informationnels ou dans les films. Quelques films et une certaine littérature existent pour les communautés handicapées LGBT, avec par exemple :
- Akers, Michael D. (réalisateur). 2012. Morgane (film). Réseau gay uni. ; Ce film parle d'un cycliste rendu paraplégique par un accident. Une fois remis de ses blessures, il accepte sa sexualité et tombe amoureux d'un homme[120].
- Alland, Sandra (cinéaste). 2013-2014. Je ne suis pas votre inspiration (série de films documentaires) ; Il s'agit d'une courte série documentaire documentant la vie des personnes queer et trans handicapées[120].
- Bose, Shonali (réalisateur). 2014. Marguerite, avec une paille (film) ; Il s'agit d'un film sur une jeune femme indienne atteinte de paralysie cérébrale qui déménage en Amérique pour ses études de premier cycle. Le film suit sa relation amoureuse complexe avec une femme aveugle.

## Difficultés dans la relation
La « désérotisation » de la sexualité des handicapés par la société limite leur accès à des partenaires sexuels et émotionnels, d'autant que leurs réseaux sociaux peuvent être restreints, mais ces personnes éprouvent généralement le besoin même humain fondamental de nouer des relations étroites que les humains non handicapés. La société (via la télévision, les autres médias puis internet) exerce aussi une pression informelle incitant le handicapé à avoir des relations et une sexualité satisfaisante.
Le monde est supposé être devenu plus tolérant, mais les personnes handicapées restent souvent invisibilisées ou considérées comme étrangères à la société. Les parents d'enfants valides empêchent souvent leurs enfants de poser des questions aux personnes handicapées ou de jouer avec elles, ce qui amènera ces enfants à considérer les personnes handicapées comme  autres . Les parents d'enfants handicapés peuvent aussi inconsciemment freiner ou inhiber l'érotisation et la sexualisation de la vie de leur enfant.
La majorité des personnes valides rencontrent plus facilement d'autres personnes dans les espaces publics et au travail, là où les handicapés sont limités par de nombreux obstacles physiques, matériels et sociaux (manque d’accessibilité aux espaces publics, d'information écrite en braille et d'interprètes ASL…).
Il existe des sites de rencontres en ligne, parfois spécifiquement destinés aux personnes handicapées pour trouver quelqu'un qui est également handicapé, ou qui souhaite rencontrer une personne handicapée.

## Organisations

### Australie
Rachel Wotton (sujet du documentaire Scarlet Road,)a cofondé et aidé à gérer « Touching Base », une ONG basée en Nouvelle-Galles du Sud (Australie) qui fournit des informations, une éducation et un soutien aux clients handicapés, aux travailleurs du sexe et aux fournisseurs de services aux personnes handicapées. L'organisme est actif depuis octobre 2000 à la suite de la formation du comité fondateur composé de représentants d'organismes d'invalidité et de santé. Wotton explique : "Je suis une travailleuse du sexe et je gagne mon argent grâce aux clients qui me voient. Il se trouve que certains clients ont un handicap." Au départ, l'organisation recevait environ un appel téléphonique par semaine, mais en 2012, les demandes de renseignements étaient quotidiennes,.
En mars 2014, l'ancien juge de la Haute Cour australienne Michael Kirby est devenu un mécène de l'organisation, rejoignant quatre autres mécènes inauguraux: Eva Cox, le professeur Basil Donovan, le professeur agrégé Helen Meekosha et l'ancien homme d'État du gouvernement local de NSW Peter Woods. À la suite de sa nomination, Kirby a déclaré: "Si vous refusez l'expression sexuelle aux êtres humains, les coupezrde cet aspect de leur personnalité et de leur bonheur, alors vous vous retrouvez avec beaucoup de gens très frustrés et très malheureux", et il a fait l'éloge Touching Bbse pour avoir reconnu que les personnes handicapées ont besoin « d'avoir des possibilités d'expression sexuelle ».
People with Disability Australia a développé un atelier d'éducation sexuelle et relationnelle pour les personnes ayant une déficience intellectuelle.

### Royaume-Uni
- TLC Trust : ce groupe fournit (en ligne) un service de prestation de services sexuels (travailleurs du sexe, thérapeutes et enseignants) pour les personnes handicapées, avec prise de rendez-vous par téléphone pour les personnes ayant des troubles de la parole ou les soignants incapables d'organiser de tels services pour les clients en raison de la politique de leur employeur. Le TLC Trust a été fondé en 2000 lors d'une conférence de la Sexual Freedom Coalition et le site Web était initialement géré par James Palmer, lui-même handicapé. L'organisation a été félicitée par l'éducatrice sexuelle et artiste de performance Annie Sprinkle et par l'universitaire et écrivain AC Grayling[127].

- Alliance pour la santé et le handicap sexuels (SHADA pour Sexual Health and Disability Alliance) : cette entité, également fondée par Owens, a d'abord créé un forum ouvert à tous les opérateurs de lignes d'assistance téléphonique pour personnes handicapées du Royaume-Uni (et d'autres) afin de leur permettre de se rencontrer et de discuter de leur travail, notamment si elles étaient désireuses d'améliorer le travail relatif au droit à la sexualité pour les handicapés ; l'Alliance a finalement été officialisée en 2008 avec pour mission de "rassembler les professionnels de la santé qui travaillent avec des personnes handicapées pour les responsabiliser et les soutenir dans leurs besoins sexuels et relationnels"[56]; L'Alliance ne facture pas de frais pour ceux qui souhaitent devenir membres. Elle se réunit tous les deux ans à Londres et a tenu sa première conférence en 2009 à la Royal Society of Medicine[56],[128].

- The Disabilities Trust : Cette organisation caritative existe au Royaume-Un depuis plus de 3 décennies ; elle fournit « des services spécialisés de réadaptation, de soins et de soutien pour les adultes souffrant de lésions cérébrales acquises, de troubles physiques ou d'apprentissage complexes et pour les personnes atteintes d'autisme, y compris celles qui suivent des études » afin d'aider les gens à vivre chez eux dans la communauté. 
Le Trust a produit des documents écrits sur la sexualité et le handicap, librement disponibles en ligne[129],[130].

### Reach out USA
Reach out USA est une organisation de défense des droits spécialisée sur la relation entre le handicap et les préoccupations des LGBT (gays, lesbiennes, bisexuels et transgenres). Elle encourage les communautés handicapées à être plus conscientes des communautés LGBT, et les communautés et organisations LGBT à être plus responsables et accueillantes envers les communautés handicapées.

Reach Out USA aide également sur d'autres sujets tels que la maladie mentale, le suicide, la dépression et bien plus encore.

### Queerability
Queerability est un groupe de défense des droits des LGBT et des personnes handicapées dirigé par des personnes LGBT handicapées espérant mieux se faire entendre dans la communauté. L'organisation est une  plate-forme sociale où s'exprimer. Queerability défend les droits des communautés LGBT handicapées, mais fournit aussi des sources éducatives sur à la sexualité et le handicap (comment se rencontrer, sortir avec quelqu'un et avoir des relations sexuelles lorsqu'on est handicapé ; conseils pratiques sur le sexe pour les personnes handicapées, Bonnes positions sexuelles pour les rapports sexuels handicapés, Parler de sujets sensibles etc..

## Prospective; vers une évolution du droit?
Après avoir isolé et souvent enfermé les personnes handicapées au XIe siècle, les sociétés modernes, répondant à une exigence sociale et politique récente, ont choisi de leur accorder la citoyenneté à part entière, en 2000, ainsi qu'un droit à la santé (et donc implicitement à la santé sexuelle)
Mais l'accès réel et concret à une sexualité libre et épanouissante pour les handicapés se heurte encore d'une part à de nombreuses idées reçues sur le handicap et la sexualité, et d'autre part à un corpus réglementaire qui ne tient pas compte des conditions nécessaires pour satisfaire les besoins affectifs et sexuels spécifiques d'une partie de la population handicapée, bien que - comme le notait en 2010 M. Courbes - des ONG et individus se battent pour concrétiser ces droits. Or le législateur n'a pas l'habitude de légiférer à propos de la sexualité et de ce qui relève de l'intime. Il a interdit la prostitution, n'est pas clair à propos d'autres services sexuels payants.
En France, malgré une forte demande associative, le législateur peine à se saisir de la question, alors que l'accompagnement sexuel est plutôt criminalisé, car potentiellement assimilé par le droit actuel à une forme de prostitution. Un travail de fond sur le sujet pourrait susciter selon Nuss (2008, p. 27) « de nombreux débats qui permettront de connaître la vision de la sexualité adoptée par les personnes des différents camps. À titre d'exemple, dans une entrevue accordée à Claire Hache (2010), Jean-François Chossy, député UMP (missionné par le Premier ministre pour réfléchir à "l'évolution des mentalités" et au "changement du regard de la société sur les personnes handicapées) qui planche sur un projet de loi légalisant les assistants sexuels en France, présente en ces termes l'acte sexuel concerné par l'amendement : « Je ne parle pas d'amour car on ne peut pas légiférer, je parle du phénomène mécanique de la sexualité ». Ainsi l'assistance sexuelle adopte une perspective instrumentale plutôt que radicale. Elle cherche à soulager plutôt qu'à remonter à la source de la misère sexuelle : « Car, en l'occurrence, il s'agit de soulager des personnes de leurs tensions physiques, psychiques et libidinales, provoquées par les refoulements, les frustrations, voire la maltraitance passive » » (12 ans après, le projet de loi est toujours à l'état de projet).
En 2010, Dupras et Bourget suggérait qu'« au lieu de les soumettre passivement à des activités d'éducation à la sexualité, il faut les inviter les handicapés à participer au développement des savoirs et à l'acquisition de compétences en matière de sexualité, en plus de leur demander leur avis sur le contenu et les stratégies d'apprentissage » ; Dupras suggère de toujours rester « critique » vis à vis d'interventions « qui ne démontrent pas une volonté de participation de la part de leurs bénéficiaires ».

## Dans la culture
Quelques romans et films ont abordé ce sujet, contribuant à une meilleure prise de conscience du grand public, dont au cinéma, avec par exemple :
- L'amour handicapé, par la réalisatrice suisse Marlies Graf-Dätwyler (1979), qui présente le quotidien difficile de quatre personnes lourdement handicapées cherchant des relations authentiques avec d’autres personnes handicapées et avec une société s'intéressant peu à eux.
- L'amour sans limites de Samantha Campredon et François Chayé (février 2009), qui présente le travail de l’assistant sexuel, entre respect et sollicitude[135]
- « Intouchables », film d'Olivier Nakache et Eric Tolédano, sorti en novembre 2011[9] ;
- « Hasta la vista » film réalisé par Geoffrey Enthoven sorti en mars 2012[9].

### Cours
- « Cours de sensibilisation communautaire : Sexualité et handicap », sur Coursera (consulté le 17 décembre 2024)

### Vidéographie
- Vie affective et sexuelle en établissements et services médicosociaux (soirées-débats organisées par la CRSA Lorraine et l'ARS ACAL les 16 et 23 mars 2016), 25 mars 2016 ;
- Sexualité et handicap - Bon à savoir ; 19 novembre 2019
- Adrien Piquemal (2017) Accompagner la vie affective en IMZ et foyer de vie : et si on en parlait ; 10 juin 2020 ; durée : 1 h 02 min 31 s ;
- Sexualité et handicap : le tabou persiste France-info/Archives INA ; 13 févr. 2020 ; durée : 2 min 43 s.
- Handicap et Sexualité, on se dit tout !, par alias Roro (pompiers et moniteur de secourisme devenu tétraplégique à la suite d'un accident en 2012).
- Vie affective, Handicap, Parentalité Conférence de Sheila Warembourg, organisée avec l'APAJH Drôme, L'ADAPT et l'AFTC ; 23.01.2015, mis en ligne le 2 févr. 2015
- [vidéo] « Workshop Handicap moteur & Sexualité » (consulté le 2 avril 2024)
- « Les évolutions de la question sexuelle chez les handicapés depuis les années 80 », sur WebTV Université de Lille (consulté le 2 avril 2024)